# Oleg Viro
Oleg Yanovich Viro (em russo:  Олег Янович Виро; São Petersburgo, 13 de maio de 1948) é um matemático russo.
Em 2012 tornou-se fellow da American Mathematical Society.
Foi palestrante convidado do Congresso Internacional de Matemáticos em Varsóvia (1983: Progress in the last five years in topology of real algebraic varieties). É fellow da American Mathematical Society.